# クレーテー (ギリシア神話)

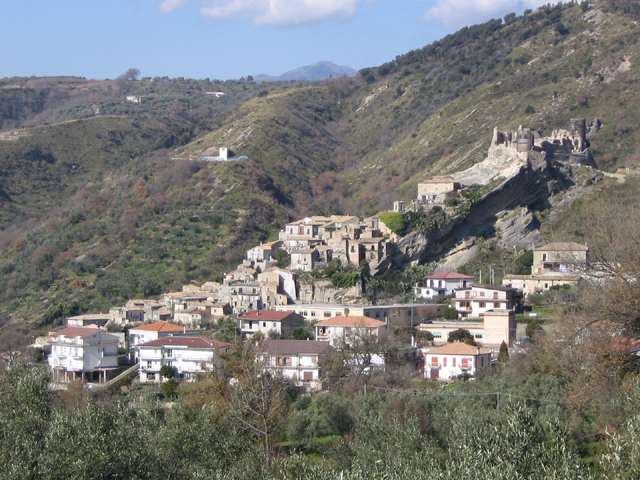
クレーテー（現クレート）。

クレーテー（古希: Κλήτη, Klētē）は、ギリシア神話の女性である。長母音を省略してクレテとも表記される。カウローンの母。アマゾーン族の女王ペンテシレイアの乳母。ペンテシレイアに従ってトロイアに赴いた。女王が戦死したのちは帰国するべく航海に出たが、嵐に遭遇して遠く南イタリアに流され、その地にクレーテー（現在のクレート）を創建した。また息子カウローンはカウローニアを創建した。後にクレーテーはクロトーン人との戦いで戦死した。